# La Course de Broadway Bill
Pour plus de détails, voir Fiche technique et Distribution.
La Course de Broadway Bill (titre original : Broadway Bill) est un film américain en noir et blanc réalisé par Frank Capra, sorti en 1934.

## Synopsis
Dan Brooks est marié à une riche héritière et travaille pour son beau-père. Sa femme ne comprend ni sa répugnance à la vie de parasite dans laquelle il s'abime, ni sa passion pour les chevaux auxquels il consacre de plus en plus de temps. Un soir, lors d'un dîner de famille, il plaque tout et part avec Whitey pour présenter son cheval dans une grande compétition aidé par le colonel Pettigrew et par sa jeune belle-sœur Alice.

## Fiche technique
- Titre : La Course de Broadway Bill
- Titre original : Broadway Bill
- Réalisation : Frank Capra
- Scénario : Robert Riskin et Sidney Buchman (non crédité), d'après une histoire de Mark Hellinger
- Photographie : Joseph Walker
- Montage : Gene Havlick
- Musique : Mischa Bakaleinikoff, Howard Jackson et Louis Silvers (non crédité)
- Son : Edward Bernds (non crédité)
- Directeur artistique : Jerome Pycha Jr. (non crédité)
- Producteur : Harry Cohn (non crédité)
- Société de production : Columbia Pictures
- Pays de production :  États-Unis
- Langue originale : anglais américain
- Format : Noir et blanc — 35 mm — 1,37:1 — son : mono
- Genre : comédie dramatique
- Durée : 104 minutes
- Dates de sortie : 
  - États-Unis : 30 novembre 1934 (New York)
  - États-Unis : 27 décembre 1934 (sortie nationale)
  - France : 15 mars 1935

## Distribution
- Warner Baxter : Dan Brooks
- Walter Connolly : J. L. Higgins
- Myrna Loy : Alice Higgins
- Clarence Muse : Whitey
- Helen Vinson : Margaret

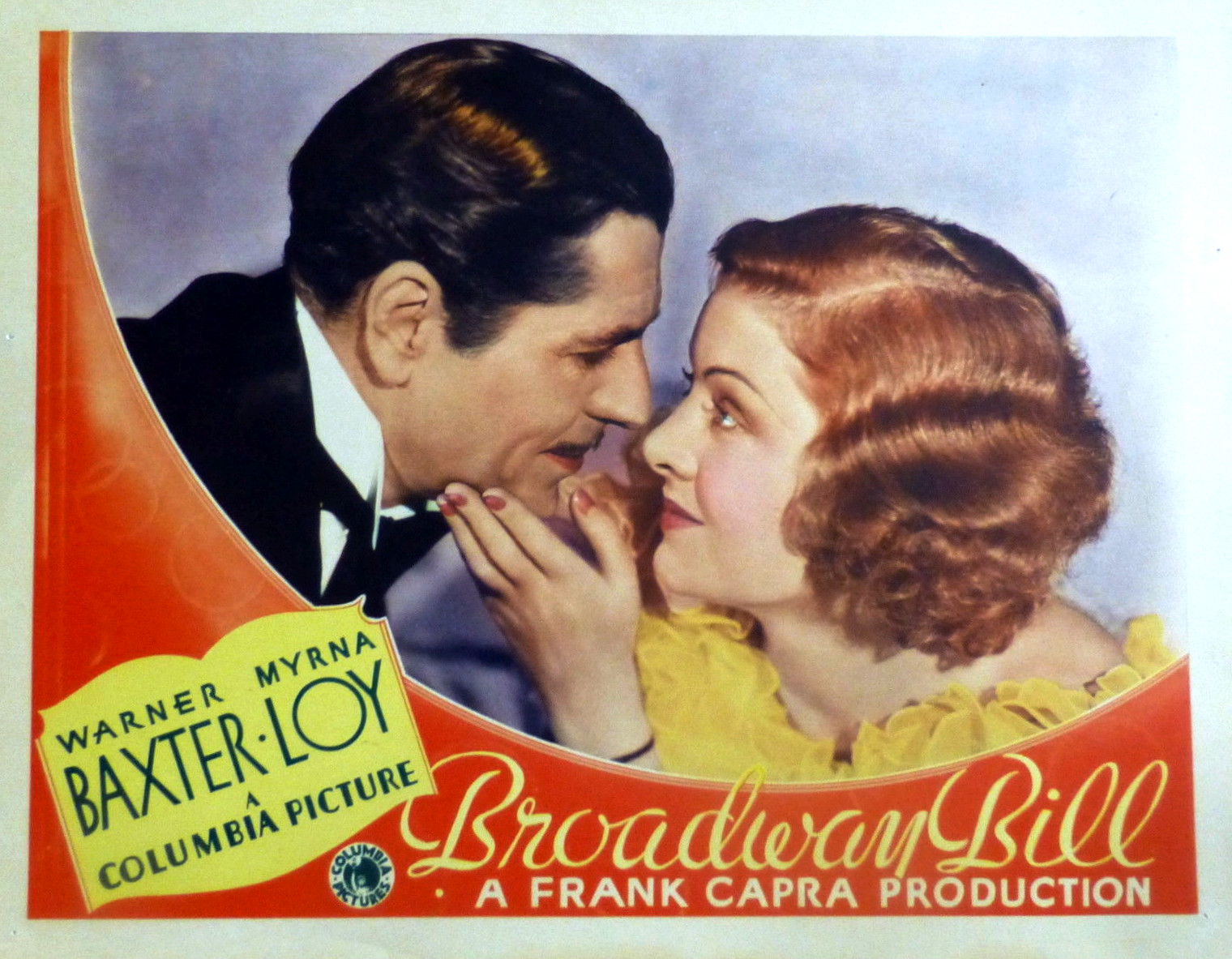
Warner Baxter et Myrna Loy (carte promotionnelle).

- Raymond Walburn : le colonel Pettigrew
- Douglass Dumbrille : Eddie Morgan
- Lynne Overman : Happy McGuire
- Margaret Hamilton : Edna
- Frankie Darro : Ted Williams
- George Cooper : Joe
- George Meeker : Henry Early
- Jason Robards : Arthur Winslow
- Helene Millard : Mme Arthur Winslow
- Clara Blandick : Mme Peterson
- Ed Tucker : Jimmy Baker
- Edmund Breese : le juge
- Charles C. Wilson : Collins

Acteurs non crédités
- Irving Bacon : le propriétaire du stand à hot-dogs
- Lucille Ball : une opératrice téléphonique
- Ward Bond : un partisan de Morgan
- Joe Bordeaux
- Inez Courtney : l'infirmière Mae
- Helen Flint : Mme Henry Early
- Alan Hale : un chef d'orchestre
- Paul Harvey : James Whitehall
- Harry Holman : Rube, employé du champ de courses
- Alice Lake
- Charles Middleton : un vétérinaire

## À noter
- Tournage du 18 juin 1934 au 16 août 1934[1].

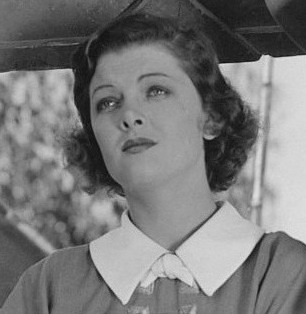
Myrna Loy durant le tournage

- Le scénario est très proche de celui du film  Vacances de George Cukor, qui sortira en 1938. En effet, dans ces deux longs-métrages, un homme sans le sou se fiance (ou se marie) avec une riche héritière, mais il refuse la voie que son beau-père lui a tracée, rompt avec sa fiancée (ou son épouse) et s'éprend de sa jeune belle-sœur, mouton noir de la famille.

- Frank Capra déclara avoir été déçu par Warner Baxter pendant le tournage en raison de sa peur des chevaux, engendrant des tensions entre eux[2]. Il déclara aussi avoir été insatisfait du final[3]. Il fit appel à l'ancien scénariste de la Paramount Sidney Buchman pour réécrire la scène finale[4].

- Frank Capra insista pour avoir Clark Gable dans le rôle principal mais ce dernier était indisponible[5],[6].

- Durant le tournage, quelques journalistes rapportèrent la mort de John Dillinger, abattu quelques jours plus tôt, à Myrna Loy qui laissa échapper un soupir de compassion, discrètement fascinée par le gangster[7]. Amoureux d'elle, le gangster en cavale guettait le moment pour rendre une visite clandestine à Myrna Loy qui, durant cette période, ne prit pas de protection particulière[8],[9],[10],[11].

- Le cinéaste fit un remake en 1950 dans Jour de Chance avec Raymond Walburn et Clarence Muse qui reprendront leur rôle[12].

- Lors de la preview le 24 octobre 1934, la durée du film était de 125 minutes[13]

- Andre Sennwald, dans The New York Times, fit l'éloge du film[14].